# Мала Арда
Мала А́рда (рос. Малая Арда, марій. Кучмыжвал) — присілок у складі Кілемарського району Марій Ел, Росія. Входить до складу Ардинського сільського поселення.

## Населення
Населення — 251 особа (2010; 279 у 2002).
Національний склад (станом на 2002 рік):
- марі — 85 %